# River Bend (Carolina del Nord)
River Bend és una població dels Estats Units a l'estat de Carolina del Nord. Segons el cens del 2008 tenia 3.125 habitants.

## Demografia
Segons el cens del 2000, River Bend tenia 2.923 habitants, 1.343 habitatges i 988 famílies. La densitat de població era de 442,6 habitants per km².
Dels 1.343 habitatges en un 15% hi vivien nens de menys de 18 anys, en un 68,3% hi vivien parelles casades, en un 4,6% dones solteres, i en un 26,4% no eren unitats familiars. En el 23,2% dels habitatges hi vivien persones soles el 12,2% de les quals corresponia a persones de 65 anys o més que vivien soles. El nombre mitjà de persones vivint en cada habitatge era de 2,08 i el nombre mitjà de persones que vivien en cada família era de 2,4.
Per edats la població es repartia de la següent manera: un 14% tenia menys de 18 anys, un 3,6% entre 18 i 24, un 18,4% entre 25 i 44, un 27,1% de 45 a 60 i un 36,9% 65 anys o més.
L'edat mediana era de 57 anys. Per cada 100 dones de 18 o més anys hi havia 89,8 homes.
La renda mediana per habitatge era de 49.851 $ i la renda mediana per família de 54.316 $. Els homes tenien una renda mediana de 44.602 $ mentre que les dones 37.500 $. La renda per capita de la població era de 27.990 $. Entorn del 0,4% de les famílies i el 2,3% de la població estaven per davall del llindar de pobresa.

## Poblacions més properes
El següent diagrama mostra les poblacions més properes.